# المركز العربي للتعريب والترجمة والتأليف والنشر
المركز العربي للتعريب والترجمة والتأليف والنشر بدمشق - هو جهاز متخصص من أجهزة المنظمة العربية للتربية والثقافة والعلوم (ألكسو)، أُحدث بموجب الاتفاقية المبرمة بين حكومة الجمهورية العربية السورية.
بدأ المركز عمله بشكل فعلي في بداية عام 1991 وقد استطاع أن يصدر حتـى غاية عام 2017 (161) كتاباً مؤلفاً أو مترجماً في مجالات العلوم والآداب والتربية. وتعدُّ هذه الكتب من المراجع الهامة والمعروفة بين الأوساط الجامعية العربية والدولية، ويتراوح عدد صفحات كل منها ما بين 500 و 1000 صفحة (انظر قائمة إصدارات المركز).
كما أصدر المركز حتـى غاية عام 2016 (51) عدداً من مجلة "التعريب" وهي مجلة دورية نصف سنوية، والتـي حملت رسالته بقدرة وكفاية إلى أرجاء الوطن العربي كافة، و تتمتع بمكانة علمية مرموقة بين المجلات العربية المتخصصة. وبدأ المركز حالياً بإصدار الأعداد الجديدة على أقراص مدمجة (CD) إضافة للإصدار الورقي، تماشياً مع التطور الحاصل في دور النشر العالمية، كما ويجري نشر آخر عدد على الصفحة الخاصة بالمركز على الشابكة (الإنترنت).

## إنجازاته
ومن بعض إنجازات المركز الأخرى:
- التعاون مع المكتب الإقليمي لمنظمة الصحة العالمية لشرق المتوسط ، نتج عنه ترجمة وإصدار الكتب التالية باللغة العربية :
  - دستور الأدوية الدولي :3 مجلدات
  - سلسلة تدبير مرض السل : 12 كتيِّباً
  - سلسلة الصحة النفسية : 10 كتيبات
  - سلسلة الأمراض حيوانية المصدر : 3 كتب

### كتب مترجمة نالت جوائز
- كتاب "علم العقاقير": جائزة أفضل كتاب مترجم إلى اللغة العربية في مجال العلوم من مؤسسة الكويت للتقدم العلمي (معرض الكويت للكتاب لعام 2004).
- كتاب "علم الجنين الطبي" لـِ لانغمان: جائزة أفضل كتاب مترجم إلى اللغة العربية في مجال العلوم من مؤسسة الكويت للتقدم العلمي (معرض الكويت للكتاب لعام 2006).
- كتاب "علم الأدوية السريري": جائزة أفضل كتاب مترجم إلى اللغة العربية في مجال العلوم من مؤسسة الكويت للتقدم العلمي (معرض الكويت للكتاب لعام 2008).

## الأهداف والمهام
1- المساعدة على تعريب التعليم العالي والجامعي بفروعه وميادينه كافة في الوطن العربي، بما في ذلك تأمين حاجات التعريب من المراجع والكتب والدراسات والبحوث والمستخلصات، ترجمة وتأليفاً ونشراً وتوزيعاً، والتعاون مع الجهات المختصة ومنها مكتب تنسيق التعريب التابع للمنظمة، ومجامع اللغة العربية، ومراكز البحوث، واتحاد الجامعات العربية وسائر الجهات المعنية الأخرى العربية والدولية.
2- متابعة الجديد مما ينشر في ميادين المعرفة العلمية والأدبية والفنية في العالم، والتعريف به واختيار الجيد والملائم منه لتعريبه.
3- تنسيق مجهودات الترجمة والتأليف التـي تتم في الوطن العربي وتنشيط تبادل الخبرات والمطبوعات بين المؤسسات العربية العاملة في هذا الميدان.
4- إجراء المسوح والبحوث والدراسات التربوية حول قضايا التعليم العالي والتنسيق بين مؤسساته بهدف تحسين كفايته الداخلية والخارجية، وإحكام الربط بينه وبين التنمية في الوطن العربي.
5- إغناء الثقافة العربية بتعريب الرفيع من روائع الفكر العالمي في العلوم والآداب والفنون، ونقل ما لم ينقل منه إلى العربية.
6- إقامة أشكال متـنوعة من التعاون مع الجامعات العربية ووزارات التعليم العالي والبحث العلمي، وسائر الجهات المعنية الأخرى في البلاد العربية لتعريب التعليم فيها.
7- تنظيم مؤتمرات وندوات عربية ودولية مشتركة وحلقات بحث وورش عمل والمشاركة فيها لمعالجة الأمور المتعلقة بتعريب التعليم العالي في الوطن العربي، بما يخدم التكامل العربي علمياً وثقافياً واقتصادياً وتنموياً.
8- العمل على الاستفادة من بحوث العلماء والطلاب العرب داخل الوطن العربي وخارجه، والإسهام في ترجمة ملخصات ومستخلصات من أطروحاتهم ودراساتهم حسب أهميتها التطبيقية لمشاريع الإنماء العربي المتكامل.
9- إنشاء مصرف للمعلومات في مجال أهداف المركز وغاياته وأعماله.
10- إصدار دورية علمية تعالج الموضوعات التـي يختص بها المركز، وتعرِّف بنشاطاته ومشروعاته.